# Montner
Montner település Franciaországban, Pyrénées-Orientales megyében. Lakosainak száma 328 fő (2022. január 1.). Montner Estagel, Calce, Corneilla-la-Rivière, Millas, Bélesta, Latour-de-France és Cassagnes községekkel határos.

## Földrajz

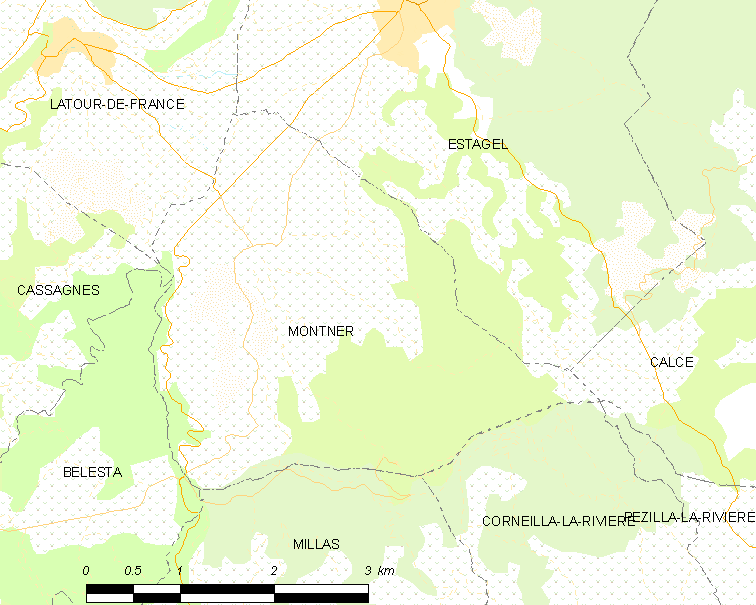
Montner és környéke

## Népesség
A település népességének változása:
| Lakosok száma | 320  | 337  | 350  | 348  | 343  | 338  | 333  | 331  | 328  |
|               | 2013 | 2015 | 2016 | 2017 | 2018 | 2019 | 2020 | 2021 | 2022 |